# Nagib Constantino Haddad
Nagib Constantino Haddad foi um notório estelionatário do início do século XX que, passando-se por "príncipe da Albânia", aplicou golpes na alta sociedade paulistana, especialmente na colônia sírio-libanesa.

## Biografia
Haddad chegou ao Brasil no ano de 1913 e era editor do jornal AR Raed ("O Repórter"), publicado em árabe. Foi preso acusado de exploração sexual, ser anarquista e de ter praticado o lenocínio.